# Verbandsgemeinde Wittlich-Land

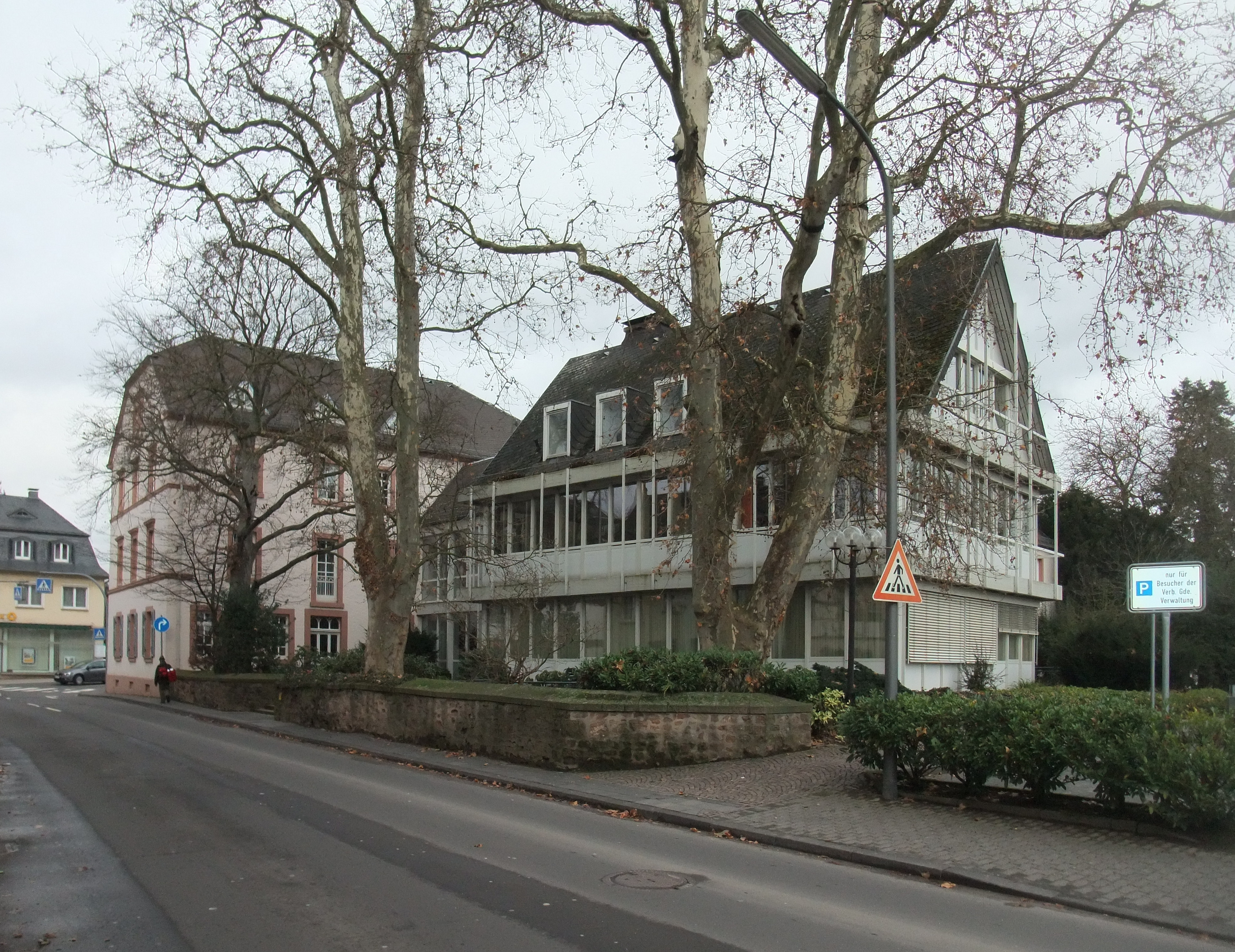
Rathaus, Sitz der Verwaltung der Verbandsgemeinde Wittlich-Land (2012)

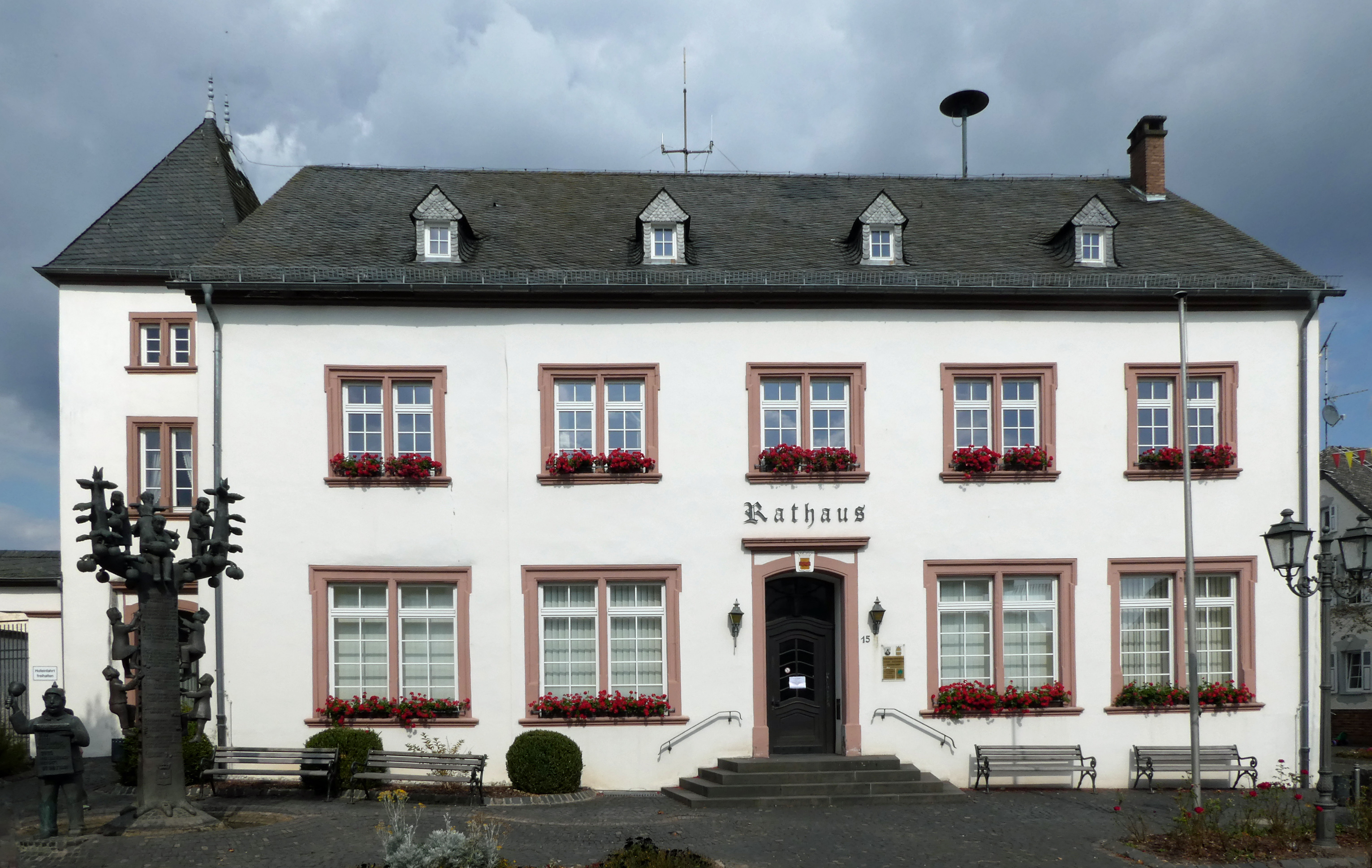
Rathaus der ehem. Verbandsgemeinde Manderscheid (2016)

Die Verbandsgemeinde Wittlich-Land ist eine Gebietskörperschaft im Landkreis Bernkastel-Wittlich in Rheinland-Pfalz. Der Verbandsgemeinde gehören die Stadt Manderscheid sowie 44 weitere Ortsgemeinden an, der Verwaltungssitz ist in der Stadt Wittlich, die aber der Verbandsgemeinde nicht angehört. In Manderscheid befindet sich ein Bürgerbüro. Im Verwaltungsgebiet leben 31.594 Einwohner.
Die neue Verbandsgemeinde Wittlich-Land entstand am 1. Juli 2014 durch Eingliederung der bis dahin zur Verbandsgemeinde Manderscheid gehörenden Gemeinden in die bisherige Verbandsgemeinde Wittlich-Land (1968–2014).

## Verbandsangehörige Gemeinden
| Ortsgemeinde, Stadt            | Fläche (km²) | Einwohner |
| ------------------------------ | ------------ | --------- |
| Altrich                        | 16,25        | 1.693     |
| Arenrath                       | 6,78         | 364       |
| Bergweiler                     | 13,22        | 869       |
| Bettenfeld                     | 17,29        | 679       |
| Binsfeld                       | 9,95         | 1.264     |
| Bruch                          | 8,64         | 482       |
| Dierfeld                       | 1,55         | 15        |
| Dierscheid                     | 2,43         | 164       |
| Dodenburg                      | 3,84         | 95        |
| Dreis                          | 11,25        | 1.390     |
| Eckfeld                        | 12,73        | 377       |
| Eisenschmitt                   | 10,81        | 336       |
| Esch                           | 2,29         | 422       |
| Gipperath                      | 4,87         | 231       |
| Gladbach                       | 3,60         | 370       |
| Greimerath                     | 3,76         | 284       |
| Großlittgen                    | 13,20        | 1.070     |
| Hasborn                        | 6,18         | 606       |
| Heckenmünster                  | 4,89         | 139       |
| Heidweiler                     | 10,33        | 170       |
| Hetzerath                      | 13,84        | 2.553     |
| Hupperath                      | 4,11         | 645       |
| Karl                           | 10,46        | 205       |
| Klausen                        | 9,22         | 1.521     |
| Landscheid                     | 30,20        | 2.224     |
| Laufeld                        | 6,10         | 537       |
| Manderscheid, Stadt            | 10,06        | 1.434     |
| Meerfeld                       | 13,21        | 351       |
| Minderlittgen                  | 8,18         | 707       |
| Musweiler                      | 3,05         | 45        |
| Niederöfflingen                | 8,17         | 438       |
| Niederscheidweiler             | 7,83         | 266       |
| Niersbach                      | 12,85        | 725       |
| Oberöfflingen                  | 7,44         | 282       |
| Oberscheidweiler               | 4,50         | 183       |
| Osann-Monzel                   | 16,58        | 1.841     |
| Pantenburg                     | 5,01         | 244       |
| Platten                        | 6,63         | 876       |
| Plein                          | 7,22         | 624       |
| Rivenich                       | 7,77         | 737       |
| Salmtal                        | 14,09        | 2.539     |
| Schladt                        | 4,96         | 154       |
| Schwarzenborn                  | 5,13         | 59        |
| Sehlem                         | 11,25        | 1.022     |
| Wallscheid                     | 5,97         | 362       |
| Verbandsgemeinde Wittlich-Land | 397,75       | 31.594    |

(Einwohner am 31. Dezember 2024)

## Geschichte
Die Verbandsgemeinde Wittlich-Land und die bisherige Verbandsgemeinde Manderscheid waren 1968 im Rahmen der ersten rheinland-pfälzischen Verwaltungsreform aus mehreren aus der preußischen Zeit stammenden Ämtern entstanden.
Am 28. September 2010 wurde das „Erste Gesetz zur Kommunal- und Verwaltungsreform“ erlassen mit dem Ziel, Leistungsfähigkeit, Wettbewerbsfähigkeit und Verwaltungskraft der kommunalen Strukturen zu verbessern. Bezüglich der Verbandsgemeinden wurde festgelegt, dass diese mindestens 12.000 Einwohner (Hauptwohnung am 30. Juni 2009) umfassen sollen. Die Verbandsgemeinde Manderscheid hatte am Stichtag 7.943 Einwohner. Innerhalb der bis zum 30. Juni 2012 befristeten sogenannten Freiwilligkeitsphase kam ein freiwilliger Zusammenschluss der Verbandsgemeinde Manderscheid mit einer benachbarten Gebietskörperschaft nicht zustande.
Am 20. Dezember 2013 wurde per Landesgesetz verfügt, dass die Verbandsgemeinde Manderscheid am 1. Juli 2014 in die Verbandsgemeinde Wittlich-Land eingegliedert wurde.
Beide Verbandsgemeinden hatten hierzu beim rheinland-pfälzischen Verfassungsgerichtshof in Koblenz eine Normenkontrollklage eingereicht. Am 11. Januar 2016 wurden die Klagen vom Verfassungsgerichtshof abgelehnt.

## Bevölkerungsentwicklung
Die Entwicklung der Einwohnerzahl bezogen auf das heutige Gebiet der Verbandsgemeinde Wittlich-Land; die Werte von 1871 bis 1987 beruhen auf Volkszählungen:
| Verbandsgemeinde Wittlich-Land: Einwohnerzahlen von 1815 bis 2023 | Verbandsgemeinde Wittlich-Land: Einwohnerzahlen von 1815 bis 2023 | Verbandsgemeinde Wittlich-Land: Einwohnerzahlen von 1815 bis 2023 | Verbandsgemeinde Wittlich-Land: Einwohnerzahlen von 1815 bis 2023 | Verbandsgemeinde Wittlich-Land: Einwohnerzahlen von 1815 bis 2023 |
| ----------------------------------------------------------------- | ----------------------------------------------------------------- | ----------------------------------------------------------------- | ----------------------------------------------------------------- | ----------------------------------------------------------------- |
| Jahr                                                              |                                                                   |                                                                   |                                                                   | Einwohner                                                         |
| 1815                                                              | 1815                                                              |                                                                   | 13.059                                                            | 13.059                                                            |
| 1835                                                              | 1835                                                              |                                                                   | 18.618                                                            | 18.618                                                            |
| 1871                                                              | 1871                                                              |                                                                   | 20.117                                                            | 20.117                                                            |
| 1905                                                              | 1905                                                              |                                                                   | 21.164                                                            | 21.164                                                            |
| 1939                                                              | 1939                                                              |                                                                   | 22.952                                                            | 22.952                                                            |
| 1950                                                              | 1950                                                              |                                                                   | 24.531                                                            | 24.531                                                            |
| 1961                                                              | 1961                                                              |                                                                   | 24.904                                                            | 24.904                                                            |
| 1970                                                              | 1970                                                              |                                                                   | 26.968                                                            | 26.968                                                            |
| 1987                                                              | 1987                                                              |                                                                   | 26.743                                                            | 26.743                                                            |
| 1997                                                              | 1997                                                              |                                                                   | 29.427                                                            | 29.427                                                            |
| 2005                                                              | 2005                                                              |                                                                   | 29.700                                                            | 29.700                                                            |
| 2023                                                              | 2023                                                              |                                                                   | 31.572                                                            | 31.572                                                            |
|                                                                   |                                                                   |                                                                   |                                                                   |                                                                   |

## Politik

### Verbandsgemeinderat
Der Verbandsgemeinderat Wittlich-Land besteht aus 40 ehrenamtlichen Ratsmitgliedern, die bei der Kommunalwahl am 9. Juni 2024 in einer personalisierten Verhältniswahl gewählt wurden, und dem hauptamtlichen Bürgermeister als Vorsitzendem.
Die Sitzverteilung im Verbandsgemeinderat:
| Wahl | SPD | CDU | Grüne | AfD | FDP | ÖDP | FWG | Gesamt   |
| ---- | --- | --- | ----- | --- | --- | --- | --- | -------- |
| 2024 | 5   | 18  | 3     | –   | 1   | –   | 13  | 40 Sitze |
| 2019 | 6   | 17  | 6     | 1   | 2   | –   | 8   | 40 Sitze |
| 2014 | 6   | 17  | 2     | –   | 2   | 1   | 8   | 36 Sitze |
| 2009 | 8   | 16  | –     | –   | 4   | –   | 8   | 36 Sitze |
| 2004 | 8   | 18  | –     | –   | 2   | –   | 8   | 36 Sitze |
| 1999 | 10  | 20  | –     | –   | –   | –   | 6   | 36 Sitze |

- FWG = Freie Wählergruppe Wittlich-Land e. V.

### Bürgermeister
Manuel Follmann (CDU) wurde am 1. November 2021 Bürgermeister der Verbandsgemeinde Wittlich-Land. Bei der Direktwahl am 26. September 2021 war er mit einem Stimmenanteil von 68,3 % für acht Jahre gewählt worden.
Follmanns Vorgänger Dennis Junk (CDU) wurde am 8. Juni 2014 in einer Stichwahl  mit 55,44 % zum ersten Bürgermeister der neuen Verbandsgemeinde gewählt. Seine achtjährige Amtszeit begann am 1. Juli 2014. Mit der Konstituierung des 18. Landtages von Rheinland-Pfalz am 18. Mai 2021 endete seine Amtszeit als Bürgermeister jedoch vorzeitig, da er als Abgeordneter gewählt wurde. Die Amtsgeschäfte führte danach kommissarisch der Erste Beigeordnete der Verbandsgemeinde, Fritz Kohl aus Bruch, bis zur Amtseinführung des Nachfolgers.
Hauptamtlicher Bürgermeister der bis 2014 bestehenden früheren Verbandsgemeinde war seit 1991 Christoph Holkenbrink (CDU).
Davor war Karl Becker von 1971 bis 1991 Bürgermeister in Wittlich-Land.

### Wappen
Die Wappenbeschreibung lautet: Geviert, 1: in Silber rotes Balkenkreuz, belegt mit einer silbernen Lilie, 2: in Rot zwei goldene ineinander verschlungene Ringe übereinander, 3: in Rot silbernes sechsspeichiges Rad, 4: in Gold roter Zickzackbalken, Schildbord 14-fach schwarz-silbern gestückt.
Wappenbegründung:
- Das rote Balkenkreuz in silbernem Feld deutet auf die Zugehörigkeit zum ehemaligen Kurfürstentum Trier hin. Die im Balkenkreuz aufgelegte silberne Lilie, Symbol der Mutter Gottes, bezieht sich auf die Marienverehrung im Wallfahrtsort Klausen.
- Die beiden Ringe aus dem Wappen der Abtei Himmerod besagen, dass durch Eintracht kleine Dinge wachsen.
- Das sechsspeichige Wagenrad verweist auf das ambulante Händlergewerbe im Raum Binsfeld/Landscheid.
- Der rote Zick-Zack-Balken im goldenen Feld symbolisiert die Grafschaft Manderscheid.
- Der 14-fach schwarz-silbern gestückte Schildbord erklärt die Zugehörigkeit des Bezirks Trier zum früheren Freistaat Preußen.

Der Verbandsgemeinderat Wittlich-Land hatte am 22. September 2016 die Einführung eines neuen Wappens für die Verbandsgemeinde beschlossen. Der Entwurf wurde mit Urkunde vom 8. November 2016 von der Kreisverwaltung Bernkastel-Wittlich genehmigt.

## Wirtschaft
Bei Hetzerath (Eifel) befindet sich der Industriepark Region Trier.